# Parva
Parva è un comune della Romania di 2747 abitanti, ubicato nel distretto di Bistrița-Năsăud, nella regione storica della Transilvania.
Sul territorio comunale si trovava un'importante miniera di caolino; il giacimento era conosciuto e sfruttato fin dal XIX secolo, ma la miniera è stata chiusa nei primi anni novanta.
Il monumento più importante del comune è il Monastero dei SS. Apostoli Pietro e Paolo (Mănăstirea Sfinții Apostoli Petru și Pavel), situato al confine tra i comuni di Parva e Rebra.